# Waunana
Waunana is een geslacht van spinnen uit de familie trilspinnen (Pholcidae).

## Soorten
Het geslacht kent de volgende soorten:
- Waunana anchicaya Huber, 2000
- Waunana eberhardi Huber, 2000
- Waunana modesta (Banks, 1929)
- Waunana tulcan Huber, 2000